# Відзнака визнання (США)
Відзнака визнання Повітряних сил США (англ. Air Force Recognition Ribbon) — військова нагорода для заохочення особового складу в Повітряних силах США.

## Зміст
Відзнака визнання Повітряних сил США була заснована наказом начальника штабу Повітряних сил генерала Л'ю Аллена від 12 жовтня 1980 року. Цією нагородою визначаються як особовий склад персонально, так і команди, що перебувають на дійсній військовій службі в лавах Повітряних сил країни, які відзначилися під час виконання своїх обов'язків, але за критеріями оцінки не можуть бути нагороджені відзнакою «Найкращий військовий Повітряних сил року».